# Fractions armées révolutionnaires libanaises
Les Factions armées révolutionnaires libanaises (en arabe : الفصائل المسلحة الثورية اللبنانية, Jabhat al-Musalha al-Thawri al-Lubnaniyya, FARL) sont une organisation armée d’extrême gauche marxiste-léniniste anti-impérialiste, cofondée en 1979 par Georges Ibrahim Abdallah.
L’organisation basée au Liban revendique plusieurs attentants et assassinats, notamment en France.

## Présentation
Les FARL dénoncent le soutien de l'administration américaine dans les incursions successives de l'armée israélienne dans le sud du Liban pendant la guerre de 1975-1990.
Basées au Liban, les FARL bénéficiaient du soutien de la Syrie,. Leurs objectifs étaient la libération du Liban de toute présence étrangère (France, États-Unis, Israël) et la création d'un État palestinien. Elles sont démantelées en 1986.[réf. nécessaire]
« Apparu en France le 12 novembre 1981, ce groupe terroriste a revendiqué six attentats particulièrement sanglants commis à Paris et à Strasbourg » .
Le 18 janvier 1982, depuis Beyrouth, les FARL revendiquent pour la première fois sous leur nom deux attentats : l'assassinat le jour même d'un attaché militaire américain domicilié à Paris et la tentative d'assassinat d'un chargé d'affaires à l'ambassade américaine à Paris commise deux mois plus tôt. Elles affirment dans un communiqué remis à l'agence Reuters « L'administration américaine sait pertinemment qu'elle doit s'attendre à des actions similaires contre ceux qui continuent à œuvrer pour le massacre des pauvres, au Salvador ou au Sud-Liban. »
Les FARL ne ciblent pas les civils avec leurs attaques, mais des militaires ou des membres des services secrets.
Les FARL auraient eu des liens avec le Front populaire de libération de la Palestine (FPLP), le Front populaire de libération de la Palestine - Opérations externes (FPLP-OE), Action directe en France, les Brigades rouges italiennes, la Fraction armée rouge ouest-allemande et les Cellules communistes combattantes belges.[réf. nécessaire].

## Attentats revendiqués sur le territoire français
- 12 novembre 1981 : Tentative d'assassinat par arme à feu de Christian Adison Chapman, chargé d'affaires à l'ambassade des États-Unis, alors qu'il quitte son domicile, 10 allée Paul-Deschanel dans le 7e arrondissement de Paris[8].
- 18 janvier 1982 : Assassinat par arme à feu du lieutenant-colonel Charles R. Ray (en), attaché militaire adjoint de l'ambassade des États-Unis, alors qu'il quitte son domicile, 2, Boulevard Émile-Augier, dans le 16e arrondissement de Paris[9].
- 3 avril 1982 : Assassinat par arme à feu de Yacov Barsimantov (en), deuxième secrétaire de l'ambassade d'Israël, alors qu'il quitte son domicile à Boulogne-Billancourt[10].
- 21 août 1982 : Tentative d'assassinat à la voiture piégée de Roderick Grant, conseiller commercial à l'ambassade des États-Unis, avenue de La Bourdonnais dans le 7e arrondissement de Paris, qui tue deux policiers du déminage[11],[12].
- 17 septembre 1982 : Tentative d'assassinat à la voiture-piégée d'un diplomate israélien face au lycée Carnot, rue Cardinet dans le 17e arrondissement de Paris. L'explosion blesse cinquante-et-une personnes, dont cinq grièvement[13]. Parmi les blessés, on compte quarante-sept élèves du lycée Carnot[14].
- 26 mars 1984 : Tentative d'assassinat par arme à feu de Robert O. Homme (en), consul américain à Strasbourg[10].